# 57ª Mostra internazionale d'arte cinematografica di Venezia

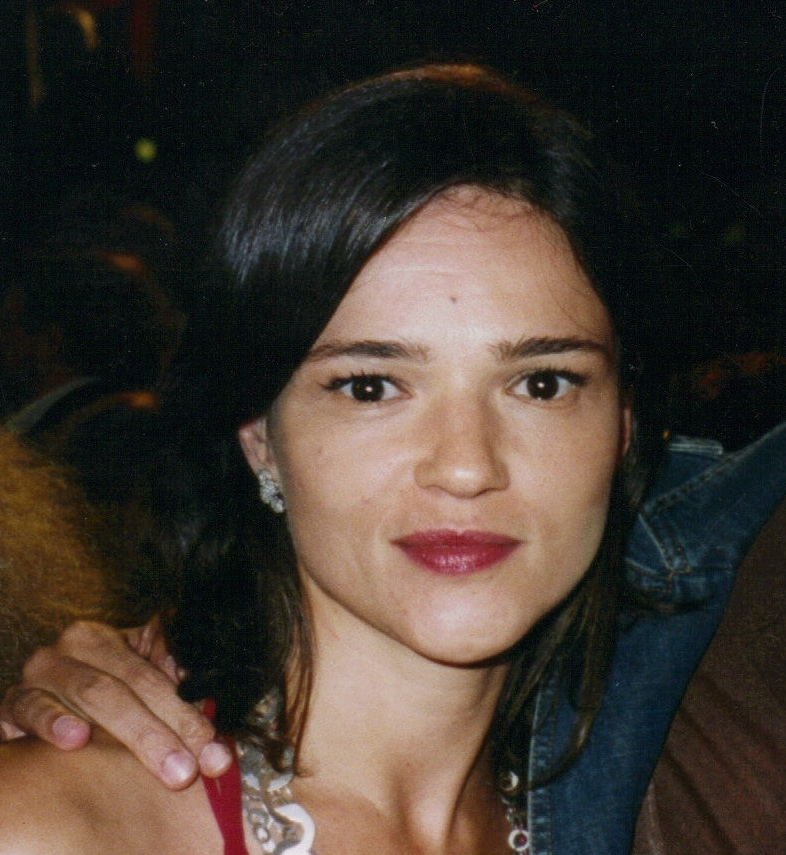
L'attrice italiana Chiara Caselli, qui ritratta nel 2002, è stata la madrina dell'edizione, conducendo la serata d'inaugurazione e quella di chiusura della Mostra, in onda su TELE+.

La 57ª edizione della Mostra internazionale d'arte cinematografica si è svolta al Lido di Venezia dal 30 agosto al 9 settembre 2000, diretta per il secondo anno consecutivo da Alberto Barbera e organizzata dalla Biennale presieduta da Paolo Baratta.
La Mostra è stata inaugurata dalla proiezione di Space Cowboys di Clint Eastwood, a cui è stato assegnato anche il Leone d'oro alla carriera ed alla cui filmografia è stata dedicata una retrospettiva, e chiusa da Vengo - Demone flamenco. Non sono state apportate modifiche alle sezioni rispetto all'edizione precedente. In totale la Mostra ha ospitato 158 film e registrato 36 711 spettatori paganti.
La giuria internazionale del concorso, presieduta dal regista ceco Miloš Forman, ha assegnato, senza unanimità, il Leone d'oro al miglior film all'italo-iraniano Il cerchio di Jafar Panahi, primo cineasta iraniano a vincere il premio nella storia della Mostra.

## Giuria
Le seguenti persone hanno fatto parte delle tre giurie internazionali della Mostra:

### Concorso

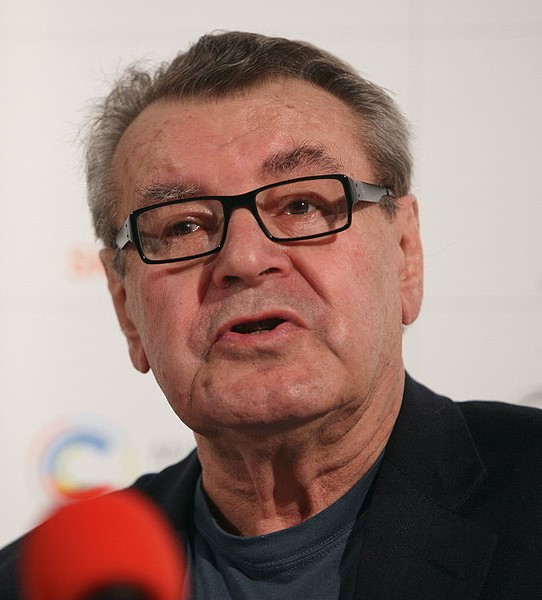
Miloš Forman, qui nel 2009, ha presieduto la giuria del concorso.

- Miloš Forman, regista (Repubblica Ceca) - Presidente[8]
- Tahar Ben Jelloun, scrittore (Marocco)
- Giuseppe Bertolucci, regista (Italia)
- Claude Chabrol, regista (Francia)
- Andreas Kilb, critico del Frankfurter Allgemeine Zeitung (Germania)
- Jennifer Jason Leigh, attrice (Stati Uniti d'America)
- Samira Makhmalbaf, regista (Iran)

### Opera prima
- Atom Egoyan, regista (Canada) - Presidente[8]
- Mimmo Calopresti, regista (Italia)
- Bill Krohn, corrispondente da Hollywood dei Cahiers du cinéma (Stati Uniti d'America)
- Chiara Mastroianni, attrice (Francia)
- Peter Mullan, attore (Regno Unito)

### Corto cortissimo
- Giuseppe Piccioni (Italia) - Presidente[8]
- Georges Bollon, direttore del Festival international du court métrage de Clermont-Ferrand (Francia)
- Nina Proll, attrice (Austria)

## Selezione ufficiale
I seguenti 151 titoli, annunciati il 29 luglio 2000, con l'aggiunta in concorso di Zhàntái il 9 agosto seguente, hanno composto la selezione ufficiale della Mostra:

### Concorso
- I cento passi, regia di Marco Tullio Giordana (Italia)
- Il cerchio (Dāyere), regia di Jafar Panahi (Iran, Italia)
- La dea del '67 (The Goddess of 1967), regia di Clara Law (Australia)
- Denti, regia di Gabriele Salvatores (Italia)
- Il dottor T e le donne (Dr. T & the Women), regia di Robert Altman (Stati Uniti d'America)
- Durian Durian (Liúlián piāopiāo), regia di Fruit Chan (Hong Kong, Francia)
- Il fantasma (O fantasma), regia di João Pedro Rodrigues (Portogallo)
- Il figlio di due madri (Comédie de l'innocence), regia di Raúl Ruiz (Francia)
- Freedom, regia di Šarūnas Bartas (Francia, Lituania, Portogallo)
- L'isola (Seom), regia di Kim Ki-duk (Corea del Sud)
- Liam, regia di Stephen Frears (Regno Unito, Germania)
- La lingua del santo, regia di Carlo Mazzacurati (Italia)
- The Man Who Cried - L'uomo che pianse (The Man Who Cried), regia di Sally Potter (Regno Unito)
- Parole e utopia (Palavra e utopia), regia di Manoel de Oliveira (Portogallo, Francia, Brasile, Spagna)
- Il partigiano Johnny, regia di Guido Chiesa (Italia)
- Prima che sia notte (Before Night Falls), regia di Julian Schnabel (Stati Uniti d'America)
- Selon Matthieu, regia di Xavier Beauvois (Francia)
- Uttarā, regia di Buddhadeb Dasgupta (India)
- La vergine dei sicari (La virgen de lo sicarios), regia di Barbet Schroeder (Francia, Colombia, Spagna)
- Zhàntái, regia di Jia Zhangke (Cina)

### Fuori concorso
- Brother, regia di Takeshi Kitano (Giappone, Regno Unito, Francia)
- Calle 54, regia di Fernando Trueba (Spagna, Francia)
- Criminali da strapazzo (Small Time Crooks), regia di Woody Allen (Stati Uniti d'America)
- Grazie per la cioccolata (Merci pour le chocolat), regia di Claude Chabrol (Francia)
- Il mio viaggio in Italia (My Voyage to Italy), regia di Martin Scorsese (Stati Uniti d'America, Italia)
- Vengo - Demone flamenco (Vengo), regia di Tony Gatlif (Spagna, Francia) - film di chiusura della Mostra[4]

### Sogni e visioni
- The Cell - La cellula (The Cell), regia di Tarsem Singh (Stati Uniti d'America)
- La principessa + il guerriero (Der Krieger + die Kaiserin), regia di Tom Tykwer (Germania)
- Plata quemada, regia di Marcelo Piñeyro (Argentina, Francia, Spagna, Uruguay)
- Sade, regia di Benoît Jacquot (Francia)
- Sud Side Stori, regia di Roberta Torre (Italia)
- Time and Tide - Controcorrente (Shùnliú nìliú), regia di Tsui Hark (Hong Kong)
- U-571, regia di Jonathan Mostow (Stati Uniti d'America)
- Le verità nascoste (What Lies Beneath), regia di Robert Zemeckis (Stati Uniti d'America)

### Cinema del presente
- Adanggaman, regia di Roger Gnoan M'Bala (Costa d'Avorio, Belgio, Svizzera, Francia, Italia)
- Animali che attraversano la strada, regia di Isabella Sandri (Italia)
- Aspettando il Messia (Esperando al Mesías), regia di Daniel Burman (Argentina, Italia, Spagna)
- Assolutamente famosi (Iedereen beroemd!), regia di Dominique Deruddere (Belgio, Paesi Bassi, Francia)
- Clint Eastwood: Out of the Shadows, regia di Bruce Ricker (Stati Uniti d'America)
- Estate romana, regia di Matteo Garrone (Italia)
- Die innere Sicherheit, regia di Christian Petzold (Germania)
- Last Resort, regia di Paweł Pawlikowski (Regno Unito)
- Memento, regia di Christopher Nolan (Stati Uniti d'America)
- Moskva, regia di Aleksandr Zel'dovič (Russia)
- My Generation, regia di Barbara Kopple (Stati Uniti d'America, Italia, Germania)
- Otesánek, regia di Jan Švankmajer (Repubblica Ceca, Regno Unito)
- Placido Rizzotto, regia di Pasquale Scimeca (Italia)
- Pollock, regia di Ed Harris (Stati Uniti d'America)
- Possible Worlds, regia di Robert Lepage (Canada)
- The Prime Gig, regia di Gregory Mosher (Stati Uniti d'America)
- Samia, regia di Philippe Faucon (Francia)
- Suspicious River, regia di Lynne Stopkewich (Canada)
- Thomas in Love (Thomas est amoureux), regia di Pierre-Paul Renders (Belgio, Francia)
- Together (Tillsammans), regia di Lukas Moodysson (Svezia, Danimarca, Italia)
- La ville est tranquille, regia di Robert Guédiguian (Francia)

### Programmi speciali
- Država mrtvih, regia di Živojin Pavlović (Jugoslavia)
- Fellini racconta - Un autoritratto ritrovato, regia di Paquito Del Bosco (Italia)
- Jung - Nella terra dei Mujaheddin, regia di Fabrizio Lazzaretti e Alberto Vendemmiati (Italia)

### Nuovi territori

#### Lungometraggi (pellicola)
- Branca de neve, regia di João César Monteiro (Portogallo)
- Dāstān hay-e jazire, regia di Dariush Mehrjui, Mohsen Makhmalbaf e Shahabodin Farokh-yar (Iran)
- Endgame, regia di Conor McPherson (Irlanda)
- Fare la vita, regia di Tonino De Bernardi (Italia)
- Happy Days, regia di Patricia Rozema (Irlanda)
- Invocación, regia di Héctor Fáver (Spagna)
- Mones com la Becky, regia di Núria Villazán e Joaquim Jordà (Spagna)
- Pie in the Sky: The Brigid Berlin Story, regia di Shelly Dunn Fremont e Vincent Fremont (Stati Uniti d'America)
- O rap do pequeno príncipe contra as almas sebosas, regia di Marcelo Luna e Paulo Caldas (Brasile)
- Sangrador, regia di Leonardo Henríquez (Venezuela)
- The Young and the Dead, regia di Shari Springer Berman e Robert Pulcini (Stati Uniti d'America)

#### Lungometraggi (video)
- Oshima '99, regia di Naoe Gōzu (Giappone)
- Tsūka to kinpatsu, regia di Rokurō Mochizuki (Giappone)
- Die Wahlkämpfer, regia di Helmut Grasser (Austria)

#### Cortometraggi (pellicola)
- Afterwords, regia di Jean-Sébastien Lallemand, Carlos Martínez Casas e Gianfranco Rosi (Italia)
- Baobab, regia di Laurence Attali (Francia, Senegal)
- Catastrophe, regia di David Mamet (Irlanda)
- The God of Day Had Gone Down Upon Him, regia di Stan Brakhage (Stati Uniti d'America)
- Ja ciajka, regia di Georgij Paradžanov (Russia)
- Krapp's Last Tape, regia di Atom Egoyan (Irlanda)
- Persian Series #9, regia di Stan Brakhage (Stati Uniti d'America)
- Play, regia di Anthony Minghella (Irlanda)
- Rockaby, regia di Richard Eyre (Irlanda)
- Saamueli Internet, regia di Riho Unt (Estonia)
- Water for Maya, regia di Stan Brakhage (Stati Uniti d'America)
- What Where, regia di Damien O'Donnell (Irlanda)

#### Cortometraggi (video)
- Dolce..., regia di Aleksandr Sokurov (Russia)
- Elogio del sudicio, regia di Vito Zagarrio (Italia)
- Eredità di una rivoluzione, regia di Luca Pastore (Italia)
- Ferie - Gli italiani e le vacanze, regia di Gianfranco Pannone (Italia)
- Ferreri, I Love You, regia di Fiorella Infascelli (Italia)
- First Person, regia di Errol Morris – serie TV, 10 episodi (Stati Uniti d'America)
- Giuseppe Tornatore - Un sogno sognato in Sicilia, regia di Marc Evans (Italia)
- Ho il rifiuto, regia di Giovanni Davide Maderna (Italia)
- Marisa, regia di Jacopo Quadri (Italia)
- Monda mondo, regia di Daniele Segre (Italia)
- Non ho tempo, regia di Margherita Buy e Giuseppe Piccioni (Italia)
- Nostalgia, regia di Nina Di Majo (Italia)
- Ouaga capitale del cinema, regia di Mohamed Challouf (Italia, Tunisia, Burkina Faso)
- Pasji život, regia di Michko Netchak (Jugoslavia)
- Protagonisti, i diritti del '900, regia di Daniele Segre (Italia)
- Russian Dreams, regia di Sergej Ovčarov (Russia)
- The Sound of Claudia Schiffer, regia di Nicolas Roeg (Regno Unito)
- Standards, regia di Dan Boord e Luis Valdovino (Stati Uniti d'America)
- Zero Crossing, regia di Johannes Holzhausen (Austria)

### Corto cortissimo
- C'est pour bientôt, regia di Nader T. Homayoun (Francia)
- It's a Goat's Life!, regia di Enrico Lando (Italia)
- Jahwasang 2000, regia di Lee Sang-yeol (Corea del Sud)
- Money, Fear and Justice, regia di Tom Hopkins (Irlanda)
- Nae sarang ship ja driver, regia di Ha Ki-ho (Corea del Sud)
- Ničego strašnogo, regia di Ul'jana Šilkina (Russia)
- Oberstube, regia di Sebastian Winkels (Germania)
- Quando si chiudono gli occhi, regia di Beniamino Catena (Italia)
- Sem movimento, regia di Sandro Aguilar (Portogallo)
- Swamohita, regia di Sidharth Srinivasan (India)
- A Telephone Call for Genevieve Snow, regia di Peter Long (Australia)
- Trajets, regia di Faouzi Bensaïdi (Marocco, Francia)
- Via Crucis, regia di Serge Denoncourt (Canada)
- Warmth, regia di Michael Schaerer (Svizzera)

### Passato presente
- Bertolucci secondo il cinema, regia di Gianni Amelio (Italia, 1976)
- Christus, regia di Giulio Antamoro (Italia, 1916)
- Due dollari al chilo, regia di Paolo Lipari – cortometraggio (Italia, 2000)
- Le Mascot, regia di Władysław Starewicz (Francia, 1926)

### Retrospettiva Clint Eastwood

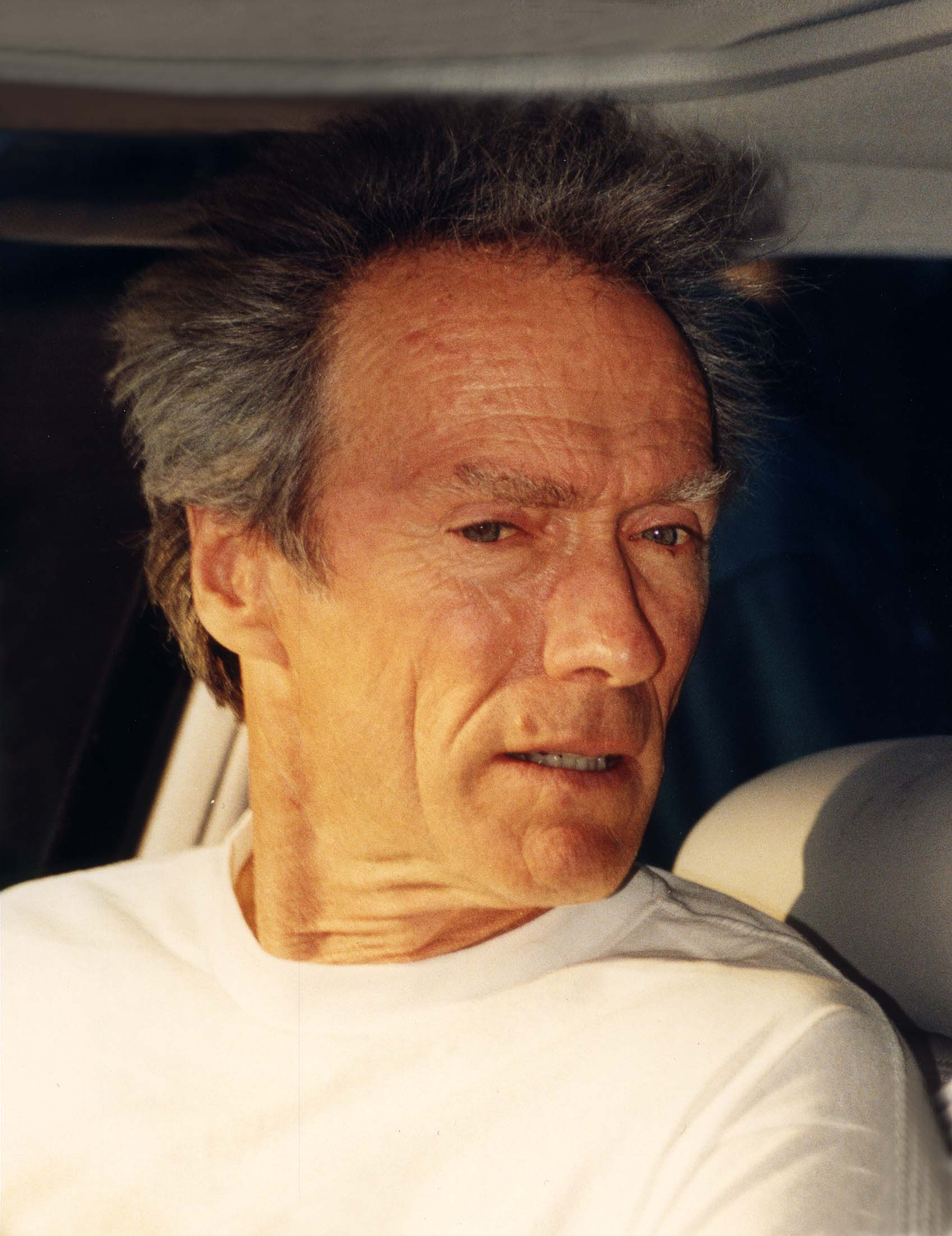
Clint Eastwood, qui ritratto nel 1996, è stato insignito del Leone d'oro alla carriera ed è stato protagonista di una retrospettiva della Mostra come regista e attore.

- Gli uomini della prateria (Rawhide) – serie TV, episodi 4x09-6x29 (Stati Uniti d'America, 1961-1964)
- Il buono, il brutto, il cattivo, regia di Sergio Leone (Italia, 1966)
- La notte brava del soldato Jonathan (The Beguiled), regia di Don Siegel (Stati Uniti d'America, 1971)
- Brivido nella notte (Play Misty for Me), regia di Clint Eastwood (Stati Uniti d'America, 1971)
- Il texano dagli occhi di ghiaccio (The Outlaw Josey Wales), regia di Clint Eastwood (Stati Uniti d'America, 1976)
- Bronco Billy, regia di Clint Eastwood (Stati Uniti d'America, 1980)
- Honkytonk Man, regia di Clint Eastwood (Stati Uniti d'America, 1982)
- Storie incredibili (Amazing Stories) – serie TV, episodio 1x12 (Stati Uniti d'America, 1985)
- Bird, regia di Clint Eastwood (Stati Uniti d'America, 1988)
- Gli spietati (Unforgiven), regia di Clint Eastwood (Stati Uniti d'America, 1992)
- Un mondo perfetto (A Perfect World), regia di Clint Eastwood (Stati Uniti d'America, 1993)
- Space Cowboys, regia di Clint Eastwood (Stati Uniti d'America, 2000) - film d'apertura della Mostra[4]

## Settimana internazionale della critica
I seguenti film sono stati presentati alla 15ª edizione della Settimana internazionale della critica, diretta da Andrea Martini:
- Conta su di me (You Can Count on Me), regia di Kenneth Lonergan (Stati Uniti d'America)
- Felicidades, regia di Lucho Bender (Argentina)
- Lontano in fondo agli occhi, regia di Giuseppe Rocca (Italia)
- Noites, regia di Cláudia Tomaz (Portogallo)
- Ruzi ke zan šodan, regia di Marzieh Meshkini (Iran)
- Scout Man, regia di Masato Ishioka (Giappone)
- Tutta colpa di Voltaire (La Faute à Voltaire), regia di Abdellatif Kechiche (Francia)

## Premi

### Premi della selezione ufficiale
Le tre giurie internazionali dell'edizione hanno assegnato i seguenti premi, col divieto di ex aequo:

#### Concorso
- Leone d'oro al miglior film: Il cerchio (Dāyere), regia di Jafar Panahi
- Leone d'argento - Gran Premio della giuria: Prima che sia notte (Before Night Falls), regia di Julian Schnabel
- Leone d'argento - Premio speciale per la regia: Buddhadeb Dasgupta per Uttarā
- Coppa Volpi per la migliore interpretazione maschile: Javier Bardem per Prima che sia notte (Before Night Falls)
- Coppa Volpi per la migliore interpretazione femminile: Rose Byrne per La dea del '67 (The Goddess of 1967)
- Premio per la migliore sceneggiatura: Claudio Fava, Marco Tullio Giordana e Monica Zapelli per I cento passi
- Premio Marcello Mastroianni: Megan Burns per Liam
- Medaglia d'oro del Senato: La vergine dei sicari (La virgen de lo sicarios), regia di Barbet Schroeder

#### Opera prima
- Leone del futuro - Premio Venezia opera prima "Luigi De Laurentiis": Tutta colpa di Voltaire  (La Faute à Voltaire), regia di Abdellatif Kechiche

#### Corto cortissimo
- Leone d'argento - Corto cortissimo: A Telephone Call for Genevieve Snow, regia di Peter Long

### Premi alla carriera
- Leone d'oro alla carriera: Clint Eastwood[4]